# 杨之骏
杨之骏（1930年—），男，上海人，中国外科学家，曾任上海第二医科大学教授、博士生导师。